# Inga-Britt Ahlenius
Inga-Britt Monica Stigsdotter Ahlenius (Karlstad, 19 de abril de 1939) es una auditora sueca, funcionaria pública y exsubsecretaria general para la Oficina de Servicios de Supervisión Interna de las Naciones Unidas.
Ahlenius nació en Karlstad, Suecia. Tiene un título en administración de empresas de la Escuela de Economía de Estocolmo y comenzó su carrera trabajando en el secretariado económico del banco comercial más grande de Suecia, Handelsbanken.
Entre 1968 y 1993, ocupó varios cargos en el Ministerio de Comercio e Industria y en el Ministerio de Finanzas de Suecia, incluyendo el de jefa del Departamento de Presupuestos desde 1987. Desde 1993, ha sido miembro de la Academia Real Sueca de Ciencias de la Ingeniería.
Se desempeñó como Auditor General de la Oficina Nacional de Auditoría de Suecia desde 1993 hasta 2003.
Hubo cierta controversia al finalizar su mandato como Auditor General, donde hizo varias declaraciones a los medios, incluyendo que algunos de los cambios propuestos por el gobierno para la Oficina de Auditoría limitarían su capacidad para actuar de manera independiente. En relación con esto, el ministro de Finanzas afirmó que "deseaba otro cargo", lo cual ella alegó que fue a iniciativa de él y que, en realidad, fue despedida. Después de esto, el parlamento asumió la responsabilidad de nombrar al Auditor General.
Más tarde, en 2003, se desempeñó como Auditor General de Kosovo. La controversia previa de 2003 fue notada por los medios suecos, ya que la Sra. Ahlenius fue propuesta para el cargo por los Estados Unidos y no por su país natal Suecia.
Durante sus mandatos como Auditor General, ocupó varios cargos internacionales. Presidió el Comité de Normas de Auditoría de INTOSAI durante ocho años y fue presidenta de la Junta Directiva de la Organización Europea de Instituciones Supremas de Auditoría (EUROSAI) durante 1993 a 1996.
Ahlenius también fue miembro del Comité de Expertos Independientes convocado por el Parlamento Europeo con el mandato de examinar la manera en que la Comisión Europea detecta y maneja el fraude, la mala gestión y el nepotismo. Su informe llevó a la dimisión de la comisión.
Ahlenius fue nombrada Subsecretaria General para la Oficina de Servicios Internos de Auditoría de las Naciones Unidas para un mandato de cinco años a partir del 15 de julio de 2005. Después de este cargo, su crítica abierta al liderazgo de Ban Ki-moon ha sido severa. Mr Chance, el título del libro de Ekdal y Ahlenius, es una referencia irónica a Chance the Gardener, el personaje de la novela y la película de comedia dramática de 1979 Being There.
Comentando sobre el caso de corrupción de la FIFA 2015, Ahlenius sugirió evitar la presunción de inocencia y que los acusados deberían probar su inocencia.